# Энн Керр, 3-я графиня Лотиан
Энн Керр, 3-я графиня Лотиан (англ. Anne Kerr, Countess of Lothian; ум. 26 марта 1667) — шотландская аристократка и землевладелица.

## Биография
Старшая дочь Роберта Керра, 2-го графа Лотиана (? — 1624), и Аннабеллы Кэмпбелл (? — 1652), дочери Арчибальда Кэмпбелла, 7-го графа Аргайла (ок. 1575—1638).
После смерти своего отца в результате самоубийства она стала графиней Лотиан по собственному праву. Ее имуществом, по-видимому, управлял придворный сэр Роберт Керр из Анкрама (ок. 1578—1654), и позже она вышла замуж за его сына.
Она вышла замуж за Уильяма Керра из Анкрама (ок. 1605—1675) в 1630 или в начале 1631 года. Он был сыном Роберта Керра из Анкрама, впоследствии 1-го графа Анкрама (1578—1654), и Элизабет Мюррей, дочери Джона Мюррея из Блэкбарони. После женитьбы Уильям Керр стал известен как граф Лотиан по специальному гранту в 1631 году.
Сэр Уильям Керр из Блэкхоупа претендовал на титул графа Лотиана в качестве ближайшего наследника мужского пола, несмотря на то, что хартия предоставляла его Энн Керр. Его требование было отклонено Тайным советом Англии в марте 1632 года.
Монограмму Энн Керр и Уильяма Керра с датой 1666 года можно увидеть в аббатстве Ньюбаттл.
Она умерла 16 марта 1667 года.

## Дети
У Энн Керр, графини Лотиан, и её мужа, Уильяма Керра, были следующие дети:
- Энн Керр (1631—1658), которая вышла замуж за Александра Фрейзера, мастера Салтона. Среди их детей — Уильям Фрейзер, 12-й лорд Салтон
- Элизабет Керр (род. 1633), которая вышла замуж за Джона Бортвика, 9-го лорда Бортвика (1616—1675)
- Роберт Керр, 1-й маркиз Лотиан (1636—1703), который женился на Джин Кэмпбелл (ум. 1700), дочери Арчибальда Кэмпбелла, 1-го маркиза Аргайла
- Уильям Керр из Халдена (род. 1638), который женился на Агнес Кокберн, дочери Джона Кокберна из Ормистона
- Мэри Керр (1640—1708), которая вышла замуж за Джеймса Боди из Броди
- Вир Керр (1649—1674)
- Генриетта Керр (1653—1741), вышедшая замуж за Фрэнсиса Скотта из Тирлстейна
- Чарльз Керр из Абботрула (род. 1642)
- Капитан Джон Керр (род. 1647)
- Маргарет Керр (род. 1645), которая вышла замуж за Джеймса Ричардсона из Смитона.